# 丁毅 (剧作家)
丁毅（1921年—1998年），原名顾康，男，山东济南人，中国剧作家，中国作家协会理事，中国戏剧家协会理事。